# Panikos Ewripidu
Panikos Ewripidu (gr. Πανίκος Ευριπίδου, Panikos Eyripidou; ur. 17 września 1955) – cypryjski judoka, olimpijczyk.
Wystartował w wadze półciężkiej na igrzyskach olimpijskich w Moskwie (1980). Odpadł w pierwszej rundzie.